# Harvest Moon : Parade des animaux
Harvest Moon : Parade des animaux (牧場物語わくわくアニマルマーチ, Bokujō Monogatari: Waku Waku Animaru Māchi) est un jeu vidéo de rôle et de simulation de vie développé par Marvelous Entertainment et sorti en 2008 sur Wii.

## Accueil
- Jeuxvideo.com : 14/20[1]